# Курово (Дмитровський міський округ)
Ку́рово (рос. Курово) — присілок у складі Дмитровського міського округу Московської області, Росія.

## Населення
Населення — 173 особи (2010; 193 у 2002).
Національний склад (станом на 2002 рік):
- росіяни — 92 %